# 삼십각형

삼십각형

삼십각형(三十角形)은 변이 30개인 다각형이다. 삼십각형의 내각의 크기의 합은 5040°이고, 정삼십각형의 한 각의 크기는 168°, 한 외각의 크기는 12°이다.